# SN 2006ud
SN 2006ud – supernowa typu Ia odkryta 16 grudnia 2006 roku w galaktyce A090632+1009. W momencie odkrycia miała maksymalną jasność 22,10m.